# F. John Lewis
Floyd John Lewis (* 26. November 1916; † 20. September 1993 in Santa Barbara (Kalifornien)) war ein US-amerikanischer Chirurg. Er führte 1952 an der University of Minnesota die erste erfolgreiche Operation am offenen Herzen durch.
Lewis wurde 1950 Instructur, 1951 Assistant Professor, 1952 Clinical Associate Professor und 1954 Associate Professor für Chirurgie an der University of Minnesota. 
Lewis war ein enger Freund von Clarence Walton Lillehei an der University of Minnesota, der Anfang der 1950er Jahre mit seinem Team an Innovationen in der Herzchirurgie wie der bereits von Wilfred Gordon Bigelow angewandten Hypothermie (Unterkühlung) weiterarbeitete.
Am 2. September 1952 unternahm Lewis die erste erfolgreiche Operation am offenen Herzen bei einem fünfjährigen Mädchen, das ein Loch in der Herzscheidewand hatte (Atriumseptumdefekt, ASD). Sein Team unterband die Blutzufuhr des Herzens und kühlte die Patientin auf 80 Grad Fahrenheit ab, um den Sauerstoffverbrauch zu minimieren, was ihnen ein Zehnminuten-Fenster für die Operation verschaffte. Er unternahm noch 59 weitere ASD-Operationen, bevor er die University of Minnesota 1956 verließ. Komplexere Operationen konnte das Team von Lillehei mit einer „Cross Circulation“ genannten Technik ausführen, das die Verwendung einer damals noch nicht verfügbaren Herz-Lungen-Maschine umging und erstmals 1954 ausgeführt wurde.
1956 ging er an die Northwestern University als erstes Vollzeit-Mitglied der chirurgischen Fakultät. Nachdem er bei der Vergabe des Lehrstuhls für Chirurgie übergangen worden war, ging er 1976 vorzeitig in den Ruhestand und zog nach Kalifornien. Dort schrieb er über Fahrradtouren um Santa Barbara, Bergwandern und Klettern.
Zu seinen Schülern an der Northwestern University zählte Thomas Starzl.